# 5.ª etapa del Giro de Italia 2023
La 5.ª etapa del Giro de Italia 2023 tuvo lugar el 10 de mayo de 2023 con inicio en la ciudad de Atripalda y final en la ciudad de Salerno sobre un recorrido de 171 km. Esta fue ganada por el australiano Kaden Groves del equipo Alpecin-Deceuninck, mientras que el noruego Andreas Leknessund consiguió mantener el liderato.

## Clasificación de la etapa
| Atripalda - Salerno | etapa escarpada | (171 km) |

| \| Clasificación de la etapa \| Clasificación de la etapa \| Clasificación de la etapa \| Clasificación de la etapa \| Clasificación de la etapa \| \| Ciclista \| Ciclista \| Equipo \| Tiempo \| \| \| ------------------------- \| ------------------------- \| ---------------------------------- \| ------------------------- \| ------------------------- \| \| 1.º \| Kaden Groves \| Alpecin-Deceuninck \| 4 h 30 min 19 s \| \| \| 2.º \| Jonathan Milan \| Bahrain Victorious \| + 0 s \| \| \| 3.º \| Mads Pedersen \| Trek-Segafredo \| + 0 s \| \| \| 4.º \| Mark Cavendish \| Astana Qazaqstan Team \| + 0 s \| \| \| 5.º \| Nicolas Dalla Valle \| Team Corratec-Selle Italia \| + 0 s \| \| \| 6.º \| Mirco Maestri \| Eolo-Kometa \| + 0 s \| \| \| 7.º \| Filippo Fiorelli \| Green Project-Bardiani CSF-Faizanè \| + 0 s \| \| \| 8.º \| Andrea Vendrame \| AG2R Citroën Team \| + 0 s \| \| \| 9.º \| Michael Matthews \| Team Jayco AlUla \| + 0 s \| \| \| 10.º \| Niccolò Bonifazio \| Intermarché-Circus-Wanty \| + 0 s \| \| |                     |                                    |                 |
| |                     |                                    |                 |
| Fuente: ProCyclingStats |                     |                                    |                 |
| Clasificación de la etapa |                     |                                    |                 |
| Ciclista | Ciclista            | Equipo                             | Tiempo          |
| 1.º | Kaden Groves        | Alpecin-Deceuninck                 | 4 h 30 min 19 s |
| 2.º | Jonathan Milan      | Bahrain Victorious                 | + 0 s           |
| 3.º | Mads Pedersen       | Trek-Segafredo                     | + 0 s           |
| 4.º | Mark Cavendish      | Astana Qazaqstan Team              | + 0 s           |
| 5.º | Nicolas Dalla Valle | Team Corratec-Selle Italia         | + 0 s           |
| 6.º | Mirco Maestri       | Eolo-Kometa                        | + 0 s           |
| 7.º | Filippo Fiorelli    | Green Project-Bardiani CSF-Faizanè | + 0 s           |
| 8.º | Andrea Vendrame     | AG2R Citroën Team                  | + 0 s           |
| 9.º | Michael Matthews    | Team Jayco AlUla                   | + 0 s           |
| 10.º | Niccolò Bonifazio   | Intermarché-Circus-Wanty           | + 0 s           |

## Clasificaciones al final de la etapa

### Clasificación general(Maglia Rosa)
| \| Clasificación general \| Clasificación general \| Clasificación general \| Clasificación general \| Clasificación general \| \| Ciclista \| Ciclista \| Equipo \| Tiempo \| \| \| --------------------- \| ---------------------- \| --------------------- \| --------------------- \| --------------------- \| \| 1.º \| Andreas Leknessund \| Team DSM \| 19 h 06 min 03 s \| \| \| 2.º \| Remco Evenepoel \| Soudal Quick-Step \| + 28 s \| \| \| 3.º \| Aurélien Paret-Peintre \| AG2R Citroën Team \| + 30 s \| \| \| 4.º \| João Almeida \| UAE Team Emirates \| + 1 min 00 s \| \| \| 5.º \| Primož Roglič \| Jumbo-Visma \| + 1 min 12 s \| \| \| 6.º \| Geraint Thomas \| Ineos Grenadiers \| + 1 min 26 s \| \| \| 7.º \| Aleksandr Vlásov \| Bora-Hansgrohe \| + 1 min 26 s \| \| \| 8.º \| Toms Skujiņš \| Trek-Segafredo \| + 1 min 29 s \| \| \| 9.º \| Tao Geoghegan Hart \| Ineos Grenadiers \| + 1 min 30 s \| \| \| 10.º \| Vincenzo Albanese \| Eolo-Kometa \| + 1 min 39 s \| \| |                        |                   |                  |
| |                        |                   |                  |
| Fuente: ProCyclingStats |                        |                   |                  |
| Clasificación general |                        |                   |                  |
| Ciclista | Ciclista               | Equipo            | Tiempo           |
| 1.º | Andreas Leknessund     | Team DSM          | 19 h 06 min 03 s |
| 2.º | Remco Evenepoel        | Soudal Quick-Step | + 28 s           |
| 3.º | Aurélien Paret-Peintre | AG2R Citroën Team | + 30 s           |
| 4.º | João Almeida           | UAE Team Emirates | + 1 min 00 s     |
| 5.º | Primož Roglič          | Jumbo-Visma       | + 1 min 12 s     |
| 6.º | Geraint Thomas         | Ineos Grenadiers  | + 1 min 26 s     |
| 7.º | Aleksandr Vlásov       | Bora-Hansgrohe    | + 1 min 26 s     |
| 8.º | Toms Skujiņš           | Trek-Segafredo    | + 1 min 29 s     |
| 9.º | Tao Geoghegan Hart     | Ineos Grenadiers  | + 1 min 30 s     |
| 10.º | Vincenzo Albanese      | Eolo-Kometa       | + 1 min 39 s     |

### Clasificación por puntos(Maglia Ciclamino)
| Clasificación por puntos | Clasificación por puntos | Clasificación por puntos   | Clasificación por puntos | Clasificación por puntos |
| Ciclista                 | Ciclista                 | Equipo                     | Puntos                   |                          |
| ------------------------ | ------------------------ | -------------------------- | ------------------------ | ------------------------ |
| 1.º                      | Jonathan Milan           | Bahrain Victorious         | 92 pts                   |                          |
| 2.º                      | Kaden Groves             | Alpecin-Deceuninck         | 91 pts                   |                          |
| 3.º                      | Mads Pedersen            | Trek-Segafredo             | 56 pts                   |                          |
| 4.º                      | Michael Matthews         | Team Jayco AlUla           | 48 pts                   |                          |
| 5.º                      | David Dekker             | Arkéa-Samsic               | 40 pts                   |                          |
| 6.º                      | Aurélien Paret-Peintre   | AG2R Citroën Team          | 33 pts                   |                          |
| 7.º                      | Vincenzo Albanese        | Eolo-Kometa                | 28 pts                   |                          |
| 8.º                      | Stefano Gandin           | Team Corratec-Selle Italia | 24 pts                   |                          |
| 9.º                      | Arne Marit               | Intermarché-Circus-Wanty   | 23 pts                   |                          |
| 10.º                     | Andreas Leknessund       | Team DSM                   | 22 pts                   |                          |

### Clasificación de la montaña(Maglia Azzurra)
| Clasificación de la montaña | Clasificación de la montaña | Clasificación de la montaña        | Clasificación de la montaña | Clasificación de la montaña |
| Ciclista                    | Ciclista                    | Equipo                             | Puntos                      |                             |
| --------------------------- | --------------------------- | ---------------------------------- | --------------------------- | --------------------------- |
| 1.º                         | Thibaut Pinot               | Groupama-FDJ                       | 40 pts                      |                             |
| 2.º                         | Amanuel Ghebreigzabhier     | Trek-Segafredo                     | 26 pts                      |                             |
| 3.º                         | Aurélien Paret-Peintre      | AG2R Citroën Team                  | 22 pts                      |                             |
| 4.º                         | Samuele Zoccarato           | Green Project-Bardiani CSF-Faizanè | 13 pts                      |                             |
| 5.º                         | Santiago Buitrago           | Bahrain Victorious                 | 12 pts                      |                             |
| 6.º                         | Andreas Leknessund          | Team DSM                           | 10 pts                      |                             |
| 7.º                         | Toms Skujiņš                | Trek-Segafredo                     | 10 pts                      |                             |
| 8.º                         | Thomas Champion             | Cofidis                            | 9 pts                       |                             |
| 9.º                         | Vincenzo Albanese           | Eolo-Kometa                        | 8 pts                       |                             |
| 10.º                        | Warren Barguil              | Arkéa-Samsic                       | 8 pts                       |                             |

### Clasificación de los jóvenes(Maglia Bianca)
| Clasificación del mejor joven | Clasificación del mejor joven | Clasificación del mejor joven | Clasificación del mejor joven | Clasificación del mejor joven |
| Ciclista                      | Ciclista                      | Equipo                        | Tiempo                        |                               |
| ----------------------------- | ----------------------------- | ----------------------------- | ----------------------------- | ----------------------------- |
| 1.º                           | Andreas Leknessund            | Team DSM                      | 19 h 06 min 03 s              |                               |
| 2.º                           | Remco Evenepoel               | Soudal Quick-Step             | + 28 s                        |                               |
| 3.º                           | João Almeida                  | UAE Team Emirates             | + 1 min 00 s                  |                               |
| 4.º                           | Thymen Arensman               | Ineos Grenadiers              | + 2 min 33 s                  |                               |
| 5.º                           | Santiago Buitrago             | Bahrain Victorious            | + 2 min 52 s                  |                               |
| 6.º                           | Einer Rubio                   | Movistar Team                 | + 3 min 35 s                  |                               |
| 7.º                           | Matthew Riccitello            | Israel-Premier Tech           | + 4 min 58 s                  |                               |
| 8.º                           | Laurens Huys                  | Intermarché-Circus-Wanty      | + 6 min 08 s                  |                               |
| 9.º                           | Jefferson Cepeda              | Caja Rural-Seguros RGA        | + 6 min 27 s                  |                               |
| 10.º                          | Ilan Van Wilder               | Soudal Quick-Step             | + 6 min 47 s                  |                               |

### Clasificación por equipos"Súper team"
| Clasificación por equipos | Clasificación por equipos | Clasificación por equipos | Clasificación por equipos |
| Equipo                    | Equipo                    | Tiempo                    |                           |
| ------------------------- | ------------------------- | ------------------------- | ------------------------- |
| 1.º                       | Ineos Grenadiers          | 57 h 21 min 58 s          |                           |
| 2.º                       | Jumbo-Visma               | + 1 min 49 s              |                           |
| 3.º                       | Bahrain Victorious        | + 2 min 15 s              |                           |
| 4.º                       | Bora-Hansgrohe            | + 3 min 22 s              |                           |
| 5.º                       | UAE Team Emirates         | + 3 min 23 s              |                           |
| 6.º                       | Trek-Segafredo            | + 4 min 15 s              |                           |
| 7.º                       | EF Education-EasyPost     | + 4 min 55 s              |                           |
| 8.º                       | Soudal Quick-Step         | + 7 min 01 s              |                           |
| 9.º                       | Israel-Premier Tech       | + 11 min 38 s             |                           |
| 10.º                      | Groupama-FDJ              | + 12 min 00 s             |                           |

## Abandonos
- Rémy Rochas (Cofidis) no tomó la salida.
- Valerio Conti (Corratec-Selle Italia) no tomó la salida.
- Ramon Sinkeldam (Alpecin-Deceuninck) no tomó la salida.